# 黒海コサック軍

ウクライナ・コサックをモチーフにした黒海コサック軍の紋章。

黒海コサック軍の諸旗。
1.1788年の軍の軍旗
2.1803年の軍の軍旗
3.クリーニ（組隊）の諸軍旗。

黒海コサック軍あるいは黒海軍　（ウクライナ語:Чорноморське козацьке військоチョルノモールスィケ・コザーツィケ・ヴィーイスィコ）は、1787年の秋にロシア帝国政府によってウクライナ・コサックから編制されたロシア帝国のコサック軍である。

## 概要
1775年、ロシアは、それまでウクライナ・コサックの本拠地であったザポロージャのシーチを廃止した。ところが、1787年に露土戦争が発生すると、戦争のために新たな軍が必要となった。そこで、ロシア政府は残された旧のザポロージャ・コサックから「忠義なるコサック軍」を編制した。1788年1月22日のエカチェリーナ2世の号令によりその軍は「黒海コサック軍」に改名した。1775年にロシア人が奪ったウクライナ・コサックの軍記、祭器と印鑑などがその軍に戻された上、黒海に面している南ウクライナでの南ブーフ川とドニーステル川の間の領地が下賜されてコサックの内政自治制が認められた。コサックは軍のオタマーンとしてスィージル・ビールィイを選び、軍の行政の中心をスロボデジ町（現在のモルドバ）に置き、ウクライナ・コサックの伝統に従って軍の領地をクリーニ（組隊）という行政単位に区分した。
しかし1791年に露土戦争が終わると、ロシア政府がカフカースでの領土拡大を計画し、1792年から黒海コサック軍をウクライナから北カフカースと接しているクバーニ地方へ移住させた。そこでコサック軍は、約3万km2の領地をもらい、ラバ川からクバーニ川の右岸まで続く所謂「黒海国境線」を警固することを命じられた。コサックは領地を40のクリーニに分けたが、19世紀半ばからそのクリーニはスタニーツァと呼ばれるようになった。軍の行政の中心はカテルィノダール（「エカチェリーナ2世からの賜物」の意味、現在のクラスノダール市）に置かれた。コサックが内政自治制を保ち、ウクライナの町村の地名にちなんで多くの集落を改名させた。
1792年から1793年の間に、南ウクライナからクバーニへ移ったコサックの人数は約2万5千人にのぼった。また、1808年から1811年、1820年から1821年、1832年、1848年から1849年には、ウクライナの本土であるキエフ県、チェルニゴフ県、ポルタヴァ県、ハリコフ県などから約7万7千人の移民がクバーニに渡った。1860年にクバーニ地方におけるウクライナ系コサックの人口は約20万人まで達した。その人口からは12の騎兵連隊、3つの歩兵連隊、4つの砲兵大隊と2つの親衛の騎兵大隊が編制されていた。
黒海コサック軍は、ロシア帝国が行ったカフカーズ戦争（1817年 - 1859年）とクリミア戦争（1854年 - 1856年）に参陣したが、1860年にクバーニ・コサック軍へ統合されて、固有の軍として存在しなくなった。
黒海コサック軍は北カフカーズにおけるロシア帝国の植民地政策に大きく貢献したが、軍にはウクライナ人が多かったため、1917年のロシア革命の折にロシア帝国が解体すると、彼ら黒海コサック軍の末裔はロシアから独立したクバーニ人民共和国を宣言し、同時に独立したばかりのウクライナ人民共和国との合併を計画していた。